# Albert Malcolm Ranjith Patabendige Don
Albert Malcolm Ranjith Patabendige Don (sinh 1947) là một Hồng y người Sri Lanka của Giáo hội Công giáo Rôma. Ông hiện đảm nhận vị trí Tổng giám mục Tổng giáo phận Colombo và Hồng y đẳng Linh mục Nhà thờ San Lorenzo in Lucian. Trước đây, ông từng đảm nhận nhiều vị trí quan trọng ở quê nhà cũng như ở Giáo triều, như chức vị Chủ tịch Hội đồng Giám mục Sri Lanka và Sứ thần Tòa Thánh tại Indonesia và Đông Timo.

## Tiểu sử
Hồng y Albert Malcolm Ranjith Patabendige Don sinh ngày 15 tháng 11 năm 1947 tại Polgahawela, Sri Lanka. Sau quá trình tu học, ngày 29 tháng 6 năm 1975, ông được thụ phong chức vị linh mục cho Tổng giáo phận Colombo, bởi vị chủ phong là Giáo hoàng Phaolô VI
Ngày 17 tháng 6 năm 1991, Tòa Thánh loan báo tuyển chọn linh mục trẻ tuổi Malcolm Ranjith vào chức vị Giám mục Hiệu tòa Cabarsussi, Giám mục Phụ tá Tổng giáo phận Colombo. Lễ tấn phong cho vị tân chức được cử hành sau đó vào ngày 31 tháng 8, bởi các vị chủ sự: Tổng giám mục Nicholas Marcus Fernando, Tổng giám mục Colombo làm chủ phong. Hai vị phụ phong gồm Thomas Savundaranayagam, Giám mục chính tòa Giáo phận Mannar và Oswald Thomas Colman Gomis, Giám mục Phụ tá Colombo. Tân giám mục chọn khẩu hiệu:Verbum caro factum est(Lời đã trở nên xác thịt).
Ngày 2 tháng 11 năm 1995, Tòa Thánh chọn Giám mục Ranjith làm Giám mục chính tòa Giáo phận Ratnapura. Ngày 1 tháng 10 năm 2001, ông từ nhiệm chức vị tại quê hương để đến Vatican đảm trách vai trò Đại diện văn phòng Thánh bộ Truyền giáo. Ngày 19 tháng 4 năm 2004, Tòa Thánh thăng Giám mục Ranjith thành Tổng giám mục Hiệu tòa Umbriatico, Sứ thần Tòa Thánh tại Indonesia và Đông Timo. Chưa đầy hai năm, ông được mời gọi trở về Vatican làm Thư kí Thánh Bộ Phụng Tự và Kỷ luật Bí Tích.
Ngày 16 tháng 6 năm 2009, Tòa Thánh thuyên chuyển Tổng giám mục Ranjith về quê hương để đảm trách chức vị Tổng giám mục Tổng giáo phận Colombo. Ông đến nhận ngai tòa của mình tại đây ngày 5 tháng 8. Từ tháng 4 năm 2010 đến ngày 21 tháng 2 năm 2017, ông còn đảm nhiệm vị trí Chủ tịch Hội đồng Giám mục Sri Lanka. Trong Công nghị Hồng y 2010 được cử hành ngày 20 tháng 11, Giáo hoàng Biển Đức XVI vinh thăng Tổng giám mục Ranjith tước vị Hồng y nhà thờ San Lorenzo in Lucina và ông đã đến nhận nhà thờ hiệu tòa ngày 13 tháng 2 năm 2011.